# M/S Göteborg
M/S Göteborg är ett passagerarfartyg som seglar för Strömma Kanalbolaget och trafikerar Göteborgs södra skärgård med Göteborg som hemmahamn. Göteborg byggdes på Motala Verkstad år 1915 som S/S Torsbyfjärden för Ångfartygs AB Skärgården i Norrköping för att trafikera traden Norrköping–Valdemarsvik. Hon var det sista passagerarfartyget som Motala Verkstad byggde. Efter ett stort antal ägar- och namnbyten köptes hon 1994 av Rederi AB Kind i Motala och sattes efter en omfattande renovering i drift 1996 som M/S Nya Skärgården med Jönköping som hemmahamn.
Efter några år i trafik för västkustlinjen, med hemmahamn i Göteborg, såldes fartyget på konkursauktion 2018 till Strömma Turism & Sjöfart och genomgick en omfattande renovering av interiör och exteriör. Hon döptes sedan om till M/S Göteborg.

## Olika namn
| 1915–1918 | S/S Nya Skärgården                                                |
| 1918–1919 | S/S Torsbyfjärden                                                 |
| 1919–1945 | S/S Tor II                                                        |
| 1945–1958 | S/S Tynningö (marinfartyg inom kustartilleriet)                   |
| 1958–1966 | S/S Linda II (ombyggd till lastfartyg för sandfrakter på Mälaren) |
| 1966–1982 | M/S Linda II (efter byte till dieselmotordrift)                   |
| 1982–1985 | M/S Vagabond                                                      |
| 1985–1988 | M/S Reparatören av Tynningö                                       |
| 1988–1994 | M/S Linda av Tynningö                                             |
| 1994–2018 | M/S Nya Skärgården (ombyggd till passagerarfartyg)                |
| 2018-     | M/S Göteborg                                                      |